# ドント方式
ドント方式（どんとほうしき）は、政党名簿比例代表において議席を配分するための最高平均方式（highest averages method）のひとつである。この方式はベルギーの数学者ヴィクトル・ドントから名づけられた。ドント方式の配分法は、トーマス・ジェファーソンが、有権者数に基づいて各選挙区に議員定数を割り当てるために考案したジェファーソン方式と同一の結果を与える。

## 使用
この制度を使用している国は、アルゼンチン、オーストリア、ベルギー、ブルガリア、チリ、コロンビア、チェコ共和国、東ティモール、エクアドル、フィンランド、ハンガリー、アイスランド、イスラエル、日本、北マケドニア共和国、オランダ、パラグアイ、ポーランド、ポルトガル、ルーマニア、スコットランド、セルビア、スロベニア、スペイン、トルコ、ウェールズである。
この制度は北アイルランド自治政府の閣僚ポストの配分や、ロンドン市議会の'補充'議席や、欧州議会選挙のいくつかの国や、タイ王国の1997年憲法下での政党名簿議会議席の配分にも使われている。オーストラリア首都特別地域の立法議会では修正型が使われていたが、のちに単記移譲式投票（ヘア＝クラーク制）に移行した。

## 配分方法
説明のため政党を番号 {\displaystyle 1,2,\dots ,m} で表し、各政党の得票数を {\displaystyle p_{1},p_{2},\dots ,p_{m}}と表記する。議席の総数を {\displaystyle h} とする。
次のようにして1議席ずつ議席を配分する。
- {\displaystyle k} 議席目を配分する段階で政党 {\displaystyle i} がそれ以前に獲得した議席の数を {\displaystyle s_{i}^{(k)}}とする
- {\displaystyle {\frac {p_{i}}{s_{i}^{(k)}+1}}}の値が最も大きい政党 {\displaystyle i} が議席を獲得する
- {\displaystyle h} 議席目の配分が終わった時点での各党の獲得議席を最終的な配分とする

1議席ずつ配分するのではなく次のように考えても同様である。
- 各党の得票 {\displaystyle p_{i}}を {\displaystyle 1,2,3,\dots }で割った値を計算し一覧表を作る
- 一覧表から値の大きい順に {\displaystyle h} 個を見つけ、それをもとに各党への配分を決める

名簿に配分された議席はその名簿の個人に分配される。その順番は党の内部であらかじめ決められている場合（拘束名簿式）と、有権者の投票が影響を及ぼす場合（非拘束名簿式）に分かれる。

### 例
5つの政党に7議席を配分する例を以下に示す。
1議席ずつ配分する場合：
|          | 政党 A  | 政党 B  | 政党 C  | 政党 D | 政党 E |
| -------- | ------- | ------- | ------- | ------ | ------ |
| 得票数   | 340,000 | 280,000 | 160,000 | 60,000 | 15,000 |
| 得票率   | 39.7%   | 32.7%   | 18.7%   | 7.0%   | 1.7%   |
|          | 政党 A  | 政党 B  | 政党 C  | 政党 D | 政党 E |
| 議席 1   | 340,000 | 280,000 | 160,000 | 60,000 | 15,000 |
| 議席 2   | 170,000 | 280,000 | 160,000 | 60,000 | 15,000 |
| 議席 3   | 170,000 | 140,000 | 160,000 | 60,000 | 15,000 |
| 議席 4   | 113,333 | 140,000 | 160,000 | 60,000 | 15,000 |
| 議席 5   | 113,333 | 140,000 | 80,000  | 60,000 | 15,000 |
| 議席 6   | 113,333 | 93,333  | 80,000  | 60,000 | 15,000 |
| 議席 7   | 85,000  | 93,333  | 80,000  | 60,000 | 15,000 |
| 獲得議席 | 3       | 3       | 1       | 0      | 0      |

一覧表を作る場合：
|          |          | 政党 A  | 政党 B  | 政党 C  | 政党 D | 政党 E |
| -------- | -------- | ------- | ------- | ------- | ------ | ------ |
| 得票数   | 得票数   | 340,000 | 280,000 | 160,000 | 60,000 | 15,000 |
| 得票率   | 得票率   | 39.7%   | 32.7%   | 18.7%   | 7.0%   | 1.7%   |
|          |          | 一覧表  |         |         |        |        |
| 得票     | /1       | 340,000 | 280,000 | 160,000 | 60,000 | 15,000 |
| 得票     | /2       | 170,000 | 140,000 | 80,000  |        |        |
| 得票     | /3       | 113,333 | 93,333  |         |        |        |
| 得票     | /4       | 85,000  | 70,000  |         |        |        |
| 獲得議席 | 獲得議席 | 3       | 3       | 1       | 0      | 0      |

結果は同じである。

## 性質

### 単記非移譲式との関係
政党別得票数が一定の場合、ドント式での獲得議席数と、単記非移譲式投票において、各党が、他党の擁立・票割り戦略を所与として、自党の候補者擁立および票分りを最適化した場合の議席数と一致することが証明できる。すなわちドント式でm議席獲得する政党は、単記非移譲式投票においてはm人の候補を擁立し、政党の得票をm等分するように各候補に振り分けることで獲得議席を最大化する。単記非移譲式投票において、別の戦略を用いてm+1議席以上獲得できるのは、他の政党が候補を過剰に擁立した場合や票の均等化に失敗した場合に限られる。

### 最適性
配分結果が各党にとって有利か不利かは「1票あたりの議席数」によって測ることができる。この値が大きければ有利な配分を受けていると言えるが、ドント方式では最も有利な配分を受けた政党の「1票あたりの議席数」が最小となるような、すなわちどの政党にも有利すぎないような配分を与える。この意味でドント方式は最適な配分方式である。
総議席数が {\displaystyle h} で、政党 {\displaystyle 1,\dots ,m} がそれぞれ {\displaystyle p_{1},\dots ,p_{m}}票を得たとき、ドント方式による議席配分 {\displaystyle h_{1},\dots ,h_{m}}は次の最適化問題
{\displaystyle \mathrm {minimize} \quad \max _{1\leq i\leq m}{\frac {h_{i}}{p_{i}}}}
{\displaystyle \mathrm {subject\ to} \quad h_{1}+\dots +h_{m}=h\ ,\ h_{i}\in \{0,1,2,\dots \}\ ({}^{\forall }i\,)}
の解のうちの1つになっている。

### 大政党有利への偏り
前項の意味での最適性は、一見不合理な配分結果を「最適」としてしまうことがある。特に、得票の大きな政党が直感的には過大な配分を受けることがある。
他の一般に普及している除数方式であるサン＝ラグ方式は、除数の増分を変えることで小政党も議席を獲得しやすくしている。
最大剰余方式のヘア基数方式がそうであるように、{\displaystyle h}議席を比例配分するとき、総投票数 {\displaystyle p}中の {\displaystyle p_{i}}票を獲得した政党 {\displaystyle i}の端数を含めた「取り分」は {\displaystyle {\frac {p_{i}}{p}}\cdot h}議席と書ける。実際の議席配分は整数でなくてはならないが、その値は「取り分」に近い（つまり，端数を切り上げるか切り捨てるかして得られる数である）ことが望ましいと考えられる。ところがドント方式では、得票の大きな政党が「取り分」の端数切り上げよりさらに多くの議席を得る可能性がある。
以下の表は第24回参議院議員通常選挙比例区における各党の得票 とそれから計算される「取り分」すなわち各党の得票数をヘア基数で割ったもの、および実際の獲得議席である。自民党への配分議席は17または18議席、民進党への配分議席は10議席が妥当であると考えられ、ヘア基数による最大剰余方式で計算すると、自民党・民進党はそれぞれ17・10議席となり、0.417の端数を持つ維新が最後の1議席を得て5議席、また以下の表では「その他」扱いとして省かれている「日本のこころ(「取り分」が0.629)」と「新党改革(同0.498)」が1議席ずつ獲得する配分が得られる。実際には自民党へはヘア基数方式より2議席多い19議席、民進党には1議席多い11議席が配分され、維新は4議席に留まり、「日本のこころ」「新党改革」は議席を得られなかった。
|            |            | 自民           | 民進           | 公明          | 共産          | 維新          | 社民          | 生活          | その他小計    | 計             |
| ---------- | ---------- | -------------- | -------------- | ------------- | ------------- | ------------- | ------------- | ------------- | ------------- | -------------- |
| 得票       | 得票       | 20,114,788.264 | 11,751,015.174 | 7,572,960.308 | 6,016,194.559 | 5,153,584.348 | 1,536,238.752 | 1,067,300.546 | 2,795,270.891 | 56,007,352.842 |
| 「取り分」 | 「取り分」 | 17.239         | 10.071         | 6.490         | 5.156         | 4.417         | 1.317         | 0.915         | 2.396         |                |
| 獲得議席   | 獲得議席   | 19             | 11             | 7             | 5             | 4             | 1             | 1             | 0             | 48             |
| 得票       | /1         |                |                |               |               |               | 1,536,238.752 | 1,067,300.546 |               |                |
| 得票       | /2         |                |                |               |               |               | 768,119.376   | 533,650.273   |               |                |
| 得票       | /4         |                |                |               |               | 1,288,396.087 |               |               |               |                |
| 得票       | /5         |                |                |               | 1,203,238.911 | 1,030,716.870 |               |               |               |                |
| 得票       | /6         |                |                |               | 1,002,699.093 |               |               |               |               |                |
| 得票       | /7         |                |                | 1,081,851.473 |               |               |               |               |               |                |
| 得票       | /8         |                |                | 946,620.039   |               |               |               |               |               |                |
| 得票       | /11        |                | 1,068,274.107  |               |               |               |               |               |               |                |
| 得票       | /12        |                | 979,251.265    |               |               |               |               |               |               |                |
| 得票       | /19        | 1,058,673.067  |                |               |               |               |               |               |               |                |
| 得票       | /20        | 1,005,739.413  |                |               |               |               |               |               |               |                |

### 名簿分割への耐性
政党別得票数が一定の場合、どの政党が得票数と名簿を複数に分割しても、分割しない場合よりもその政党の獲得議席数は増えない。
サン＝ラグ方式や最大剰余方式では、この性質は成り立たない。
なぜなら、先に述べた大政党有利への偏りを正す副作用として、特定の配分議席数では議席当たりの最低得票数が小さくなっているからであり、その優遇された配分議席数を大政党が逆用する方法は、政党名簿の分割による小政党偽装に限られるからである。
ドント方式と同様に、得票数をある除数Dで割った値を配分議席数とする除数方式の一種であるサン＝ラグ方式は、端数を切り捨てるドント方式と異なり、端数を四捨五入するため、議席当たりの最低得票数が除数Dを下回る。
配分議席数が大きくなるほどその名簿の議席当たり最低得票数はDに漸近するが、議席数1の政党名簿では、議席当たり最低得票数はD/2である。
このため、各名簿の得票数がD/2になるように名簿を分割して票割りすれば、名簿を一つに統合している場合と比べて2倍近くの議席を大政党は獲得できる。
例えば、得票率が50%同士である政党Aと政党Bが8議席を争う場合。
名簿分割をしなければどの比例代表制でも両党は50%4議席ずつ議席を分け合う。
が、ここでB党が支持票と名簿を5分割してB1,B2,B3,B4,B5のそれぞれ得票率10%づつの5つの政党名簿として届け出た場合、サン＝ラグ方式では、分割前は4議席しか得られなかったB党由来の5つの政党はそれぞれ1議席ずつ計5議席を獲得し、先に4議席を得ていたA党は今回では3議席に留まる。
200議席を争う場合であれば、名簿を133分割してそれら133の名簿に得票を均等に票割りすることで、得票率が50%で同じはずのA党67議席のほぼ2倍の133議席をB党は得る。
最大剰余方式でも、配分議席数が大きくなるほどその名簿の議席当たり最低得票数はヘア基数やドループ基数などの基数Qに漸近するが、最初の1議席目を得るための最低得票数は、得票数を基数Qで割った剰余の切り上げ基準値qと等しい。
ここでqの値は、除数方式での除数Dと同様に、得票数をQで割った商では配分し切れなかった議席数と切り上げによって配分される議席数とが一致するよう、投票結果毎に調整される。
qはQよりも小さいので、各名簿の得票数がqになるように名簿を分割して票割りすれば、名簿を一つに統合している場合と比べてQ/q倍近くの議席を大政党は獲得できる。
例えば、先述の第24回参議院議員通常選挙比例区をヘア基数方式で実施する場合、民進党が名簿を14分割して得票を均等に票割りすれば、それら14個の名簿の「取り分」は「生活」に次ぐ0.719となって1議席ずつ配分され、公明・維新・こころ・改革から1議席ずつ奪った議席により民進党の獲得する議席は10から14議席に増える。
除数方式も最大剰余方式も、何らかの方法で求めた基数Qで各名簿の得票数を除した商と同数の議席をまず配分してから、剰余の得票数qに対して何らかの方法で残りの議席を割り付ける方式と見なせる。
剰余qで得られる議席数は1議席が上限なので、獲得議席数の大きな名簿ほど、議席当たり得票数はQに漸近する。
裏を返せば、獲得議席数の小さな名簿では、Qより小さいqの得票に議席が配分される影響が現れて議席当たり得票数も小さくなる。
剰余qに対して割り付ける議席が出ない方法でQを求めるドント方式のみが、除数方式と最大剰余方式の中で唯一、この現象を起こさないものである。
実際に小政党への優遇を名簿分割によって大政党が逆用するためには適切な票割りが必要であり、失敗すると得票の一部または全部が剰余の切り捨て対象として死票と化す。
このため、名簿分割への耐性を持たない名簿式比例代表制では単記非移譲式投票と同様の問題が生じ、強力な票割り能力を保有している政党・有権者層とそうでない政党・有権者層との間で格差が生じる。
名簿分割への耐性を持ち、政党と届出名簿との一対一対応が保たれやすい、ドント方式はそのような格差を生まない制度の一つである。
あるいは、先に述べた単記非移譲式との関係から明らかなように、各名簿に候補者が一人しかいなくなるまで名簿を分割して票割りの自由度を最大化する政党が現れても、ドント方式ならば、その結果はその政党が名簿を分割しなかった場合での配分と変わらない。

## 同一の結果を与える計算方法

### ジェファーソン方式
ドント方式は、ジェファーソン方式（合州国の政治家トーマス・ジェファーソンに因んで名づけられた）とは、計算方法が異なるが常に同じ結果を与える。 ジェファーソン方式は、1792年にアメリカ合衆国議会で選挙よりむしろ各州へのアメリカ合衆国下院議員の割当てのために発明された。ジェファーソン方式は、一議席あたりに必要な得票数（基数)を、大きな値からはじめて、獲得議席が全議席に一致するまで繰り返し調整していく方法である。ジェファーソン方式では、基数で割った剰余は無視され議席につながらない。

### ハーゲンバッハ＝ビショフ方式
ドント方式は、ヘア基数またはドループ基数での議席を配分したあとの、残余議席の配分方法に用いられることがある。この方法は、ハーゲンバッハ＝ビショフ制（Hagenbach-Bischoff System）として知られ、結果ははじめからドント式ですべての議席を配分するのと同一なる。